# Rojetínský hadec
Rojetínský hadec je přírodní památka poblíž obce Rojetín v okrese Brno-venkov. Předmětem ochrany je kapradina sleziník nepravý (Asplenium adulterinum) a její biotop, reprezentovaný výchozy hadcových skalek s vegetací silikátových skal a drolin a okolními lesními porosty.